# 올레크 비도프

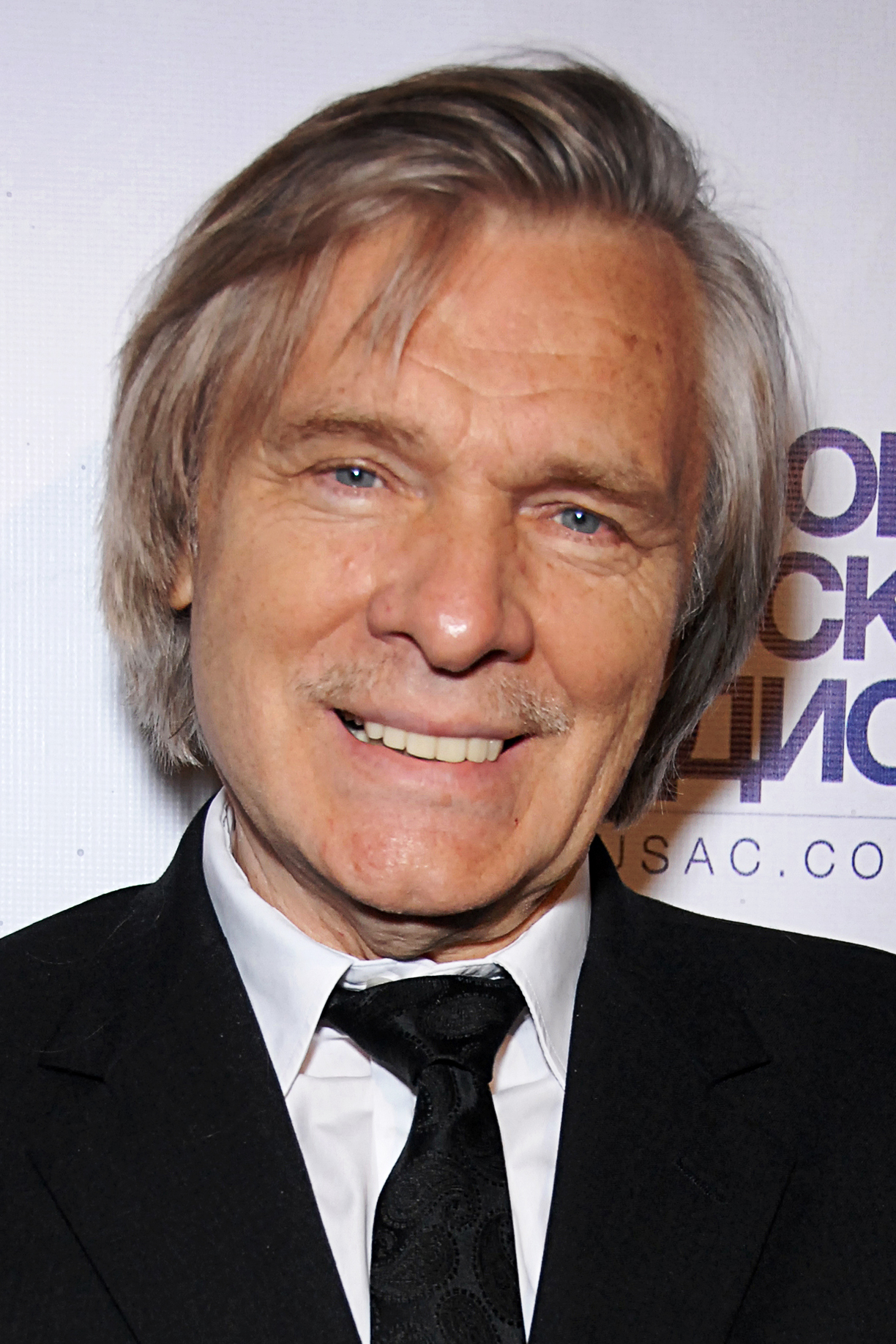

올레크 보리소비치 비도프(러시아어: Олег Борисович Видов, 영어: Oleg Borisovich Vidov, 1943년 6월 11일 ~ 2017년 5월 15일)는 소련의 배우, 영화 감독, 영화 프로듀서, 영화배우, 텔레비전 배우, 각본가, 제작자이다.
비드노예에서 태어났으며 웨스트레이크빌리지에서 사망하였다. 사인은 췌장암이다. 할리우드 포에버 공동묘지에 매장되었다.

## 영화
- 세이 잇 인 러시안 (2007년)
- 어 크리스마스 트리 앤 어 웨딩 (2000년)
- 위시마스터 2 (1999년)
- 디재스터 (1996년)
- 성룡의 폴리스 스토리4 (1996년)
- 불사조 (1995년)
- 러브 어페어 (1994년)
- 와일드 오키드 (1990년)
- 레드 히트 (1988년)
- 행운의 신사들 (1972년)
- 네레트바 전투 (1970년)
- 나는 모스크바를 걷는다 (1964년)
- 나는 스무살 (1964년)